# Dynamische Arbeit
Dynamische Arbeit (oder dynamische Muskelarbeit, Bewegungsarbeit) ist in der Arbeitswissenschaft eine Art der Muskelarbeit, bei der ein rascher Wechsel von Muskelkontraktion und Erschlaffung der Muskeln durch Änderung der Muskellänge erfolgt. Gegensatz ist die statische Arbeit. 
Wenn eine Kontraktion des Muskels bei gleich bleibender Muskelspannung erfolgt, liegt eine isotonische Kontraktion und gleichzeitig dynamische Muskelarbeit vor. Die menschlichen Gliedmaßen sind durch ihre strahlige, mehrfach durch Gelenke unterbrochene Gestalt als Hebelwerkzeug für dynamische Arbeit konstruiert; die statische Arbeit ist für den Bewegungsapparat unökonomisch und widerspricht seinem Konstruktionsprinzip.

## Überblick
Unterschieden wird in der Arbeitswissenschaft zwischen statischer und dynamischer Muskelarbeit:
- Statische Muskelarbeit ist die Haltearbeit eines Muskels über längere Zeit gegen die Schwerkraft ohne Bewegung der Gliedmaße. Beispiel: Tragen eines Gewichts auf der Ebene, also etwa das Heben eines Gegenstandes.
- Dynamische Muskelarbeit ist der rasche Wechsel von Muskelkontraktion und Erschlaffung der Muskeln. Da Bewegungen erfolgen, liegt physikalische Arbeit vor. Beispiel: Hochheben eines Gewichts auf der Ebene.
  - Leichte oder einseitige dynamische Arbeit besteht, wenn weniger als ein Siebtel der Körpermuskelmasse in Bewegung ist. Beispiele sind hier Schreibmaschine schreiben oder Autofahren. Die leichte dynamische Arbeit führt zu keiner Ermüdung des Kreislaufsystems. Es kann aber zu einer Unterversorgung der beanspruchten Muskeln kommen.
  - Schwere dynamische Arbeit oder Ganzkörperarbeit besteht, wenn mehr als ein Siebtel der Körpermuskelmasse in Bewegung ist. Beispielhaft kann gehen oder Sand schaufeln genannt werden. Die schwere dynamische Arbeit führt hingegen zur Ermüdung des Herz- und Kreislaufsystems sowie der beteiligten Muskeln. Die Dauerleistungsgrenze gilt als überschritten, wenn die Herzfrequenz überproportional zur Belastung ansteigt. Für Untrainierte liegt diese Grenze etwa bei einer Herzfrequenz von 130/min oder einem Atemzeitvolumen von 30 l/min, einer Erholungszeit für die Herzfrequenz von unter 5 min, einer Erholungspulssumme unter 100, einer Blutlaktatkonzentration unter 2 mmol/l und einem {\displaystyle {\dot {V}}_{\mathrm {O} _{2}}} von 50 % {\displaystyle {\dot {V}}_{\mathrm {O} _{2}\mathrm {max} }}[4]. Es entfernen sich Ursprung und Ansatz unter Muskelspannung.[5]

In beiden Fällen liegt eine hohe Arbeitsbelastung vor, weil Muskelarbeit mit Anstrengung verbunden ist.

## Folgen
Die isotonische Kontraktion der Muskeln führt zu keiner Einschränkung der Durchblutung infolge einer Kapillarkompression, so dass sich kein Sauerstoffmangel und als dessen Folge auch keine rasche Ermüdung ergibt. Allerdings können geringere Kräfte erzeugt werden als bei der isometrischen Kontraktion.